# Усть-Белишево
Усть-Белишево (баш. Өсбәлеш) — деревня в Аургазинском районе Республики Башкортостан Российской Федерации. Входит в состав Нагадакского сельсовета.

## География

### Географическое положение
Расстояние до:

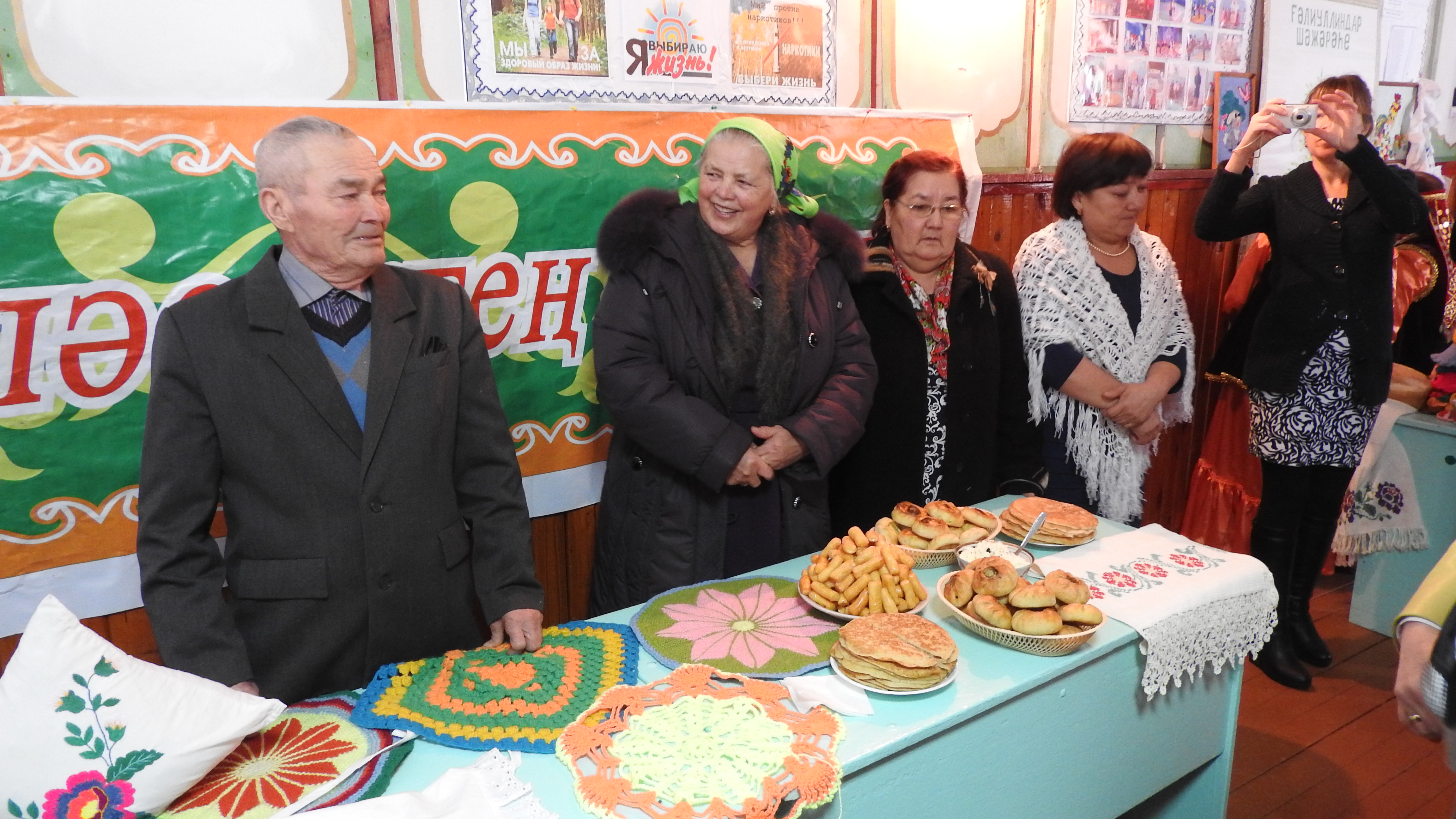
Жители деревни Усть-Белишево на празднике Шежере-байрам в деревне Утеймуллино. 15.02.2017

- районного центра (Толбазы): 36 км,
- центра сельсовета (Татарский Нагадак): 4 км,
- ближайшей ж/д станции (Тюкунь): 6 км.

## Население
| 2002 | 2009 | 2010 |
| ---- | ---- | ---- |
| 55   | ↘49  | ↗57  |